# هوهگایس
هوهگایس (به آلمانی: Hohegeiß) یک منطقهٔ مسکونی در آلمان است که در بروانلاگه واقع شده‌است.
 هوهگایس  ۱٬۰۰۰ نفر جمعیت دارد.